# Église Saint-Nicolas de Plainfaing
Pour les articles homonymes, voir Église Saint-Nicolas.
L'église Saint-Nicolas est une église catholique située à Plainfaing, en France.

## Situation
Comprise au sein de la commune de Plainfaing, l'église Saint-Nicolas est située au 6 place de l’Église dans le département des Vosges en région Grand Est.

## Histoire
Les habitants de Plainfaing ont présenté une requête aux chanoines de Saint-Dié en 1725 afin d'avoir l'établissement d'une cure à Plainfaing, qui était jusqu'alors sous l'autorité religieuse de Fraize. Cette tentative n'a pas réussi et en 1781, une nouvelle requête a été soumise à l'évêque de Saint-Dié. Les résidents se sont engagés à prendre en charge les frais de construction de l'église et à organiser douze messes chaque année. L'église fut construite en 1783,.

## Description
D'importants travaux furent entrepris à partir de 1884 avec le rehaussement de la tour, le remplacement du clocher par une flèche, et l’installation de vitraux. À l'intérieur, l'église renferme de nombreuses richesses patrimoniales telles que le tableau Saint Nicolas peint par Joseph Augustin.

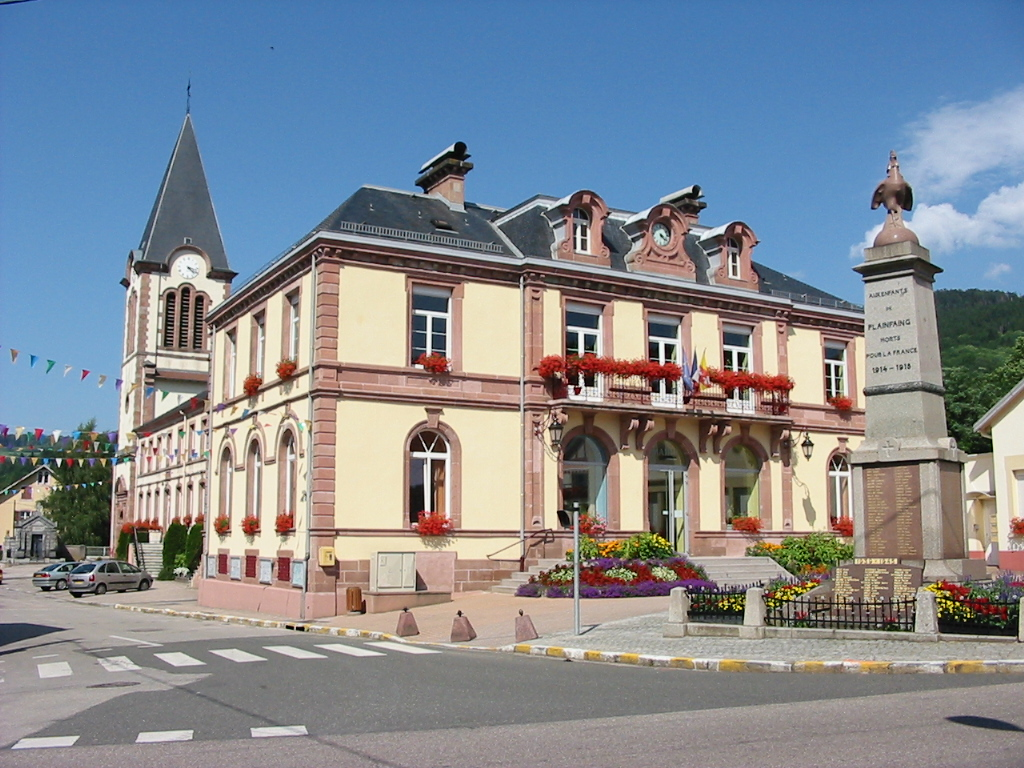
Église, école, mairie et monument aux morts.
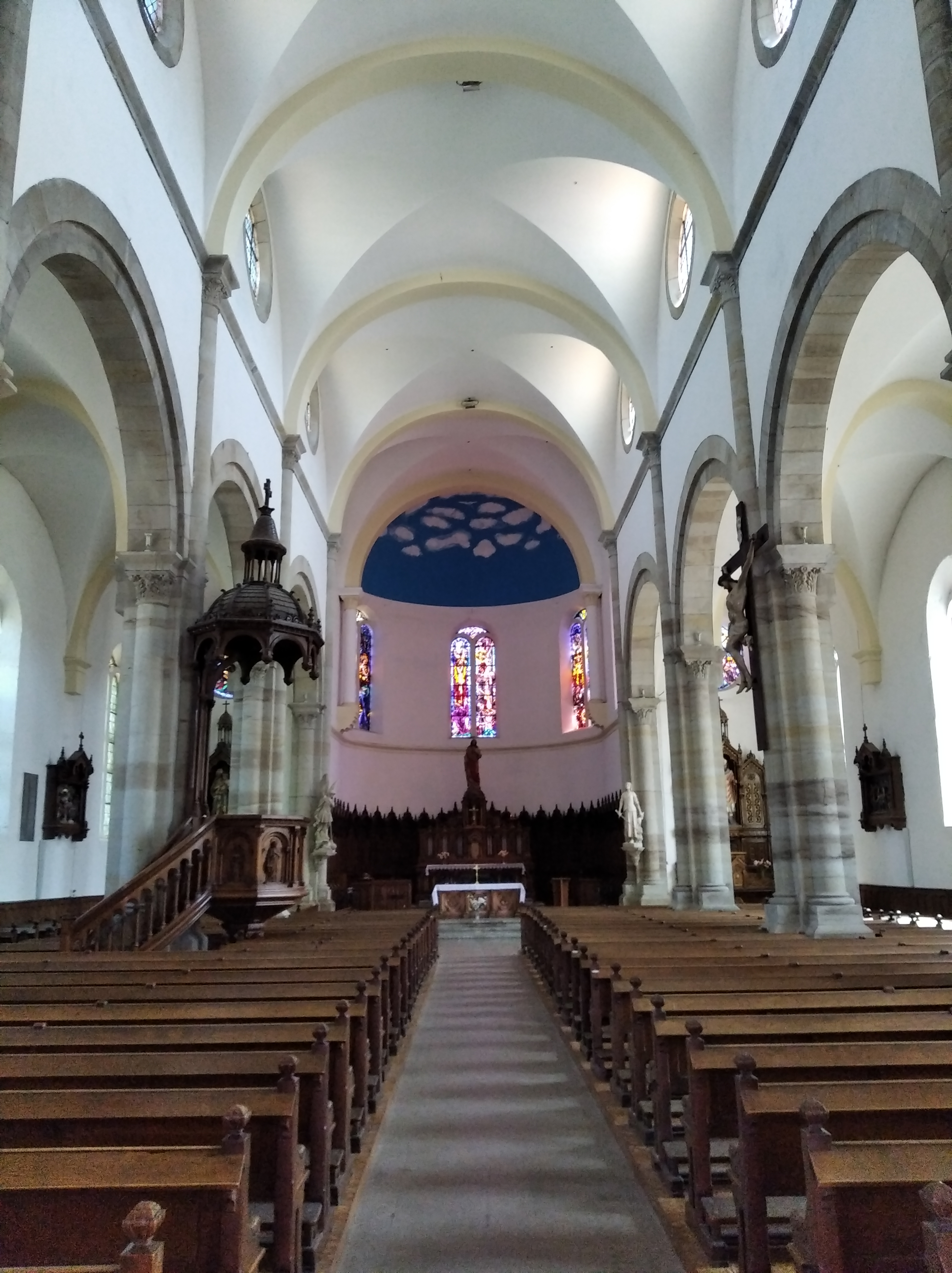
Intérieur.
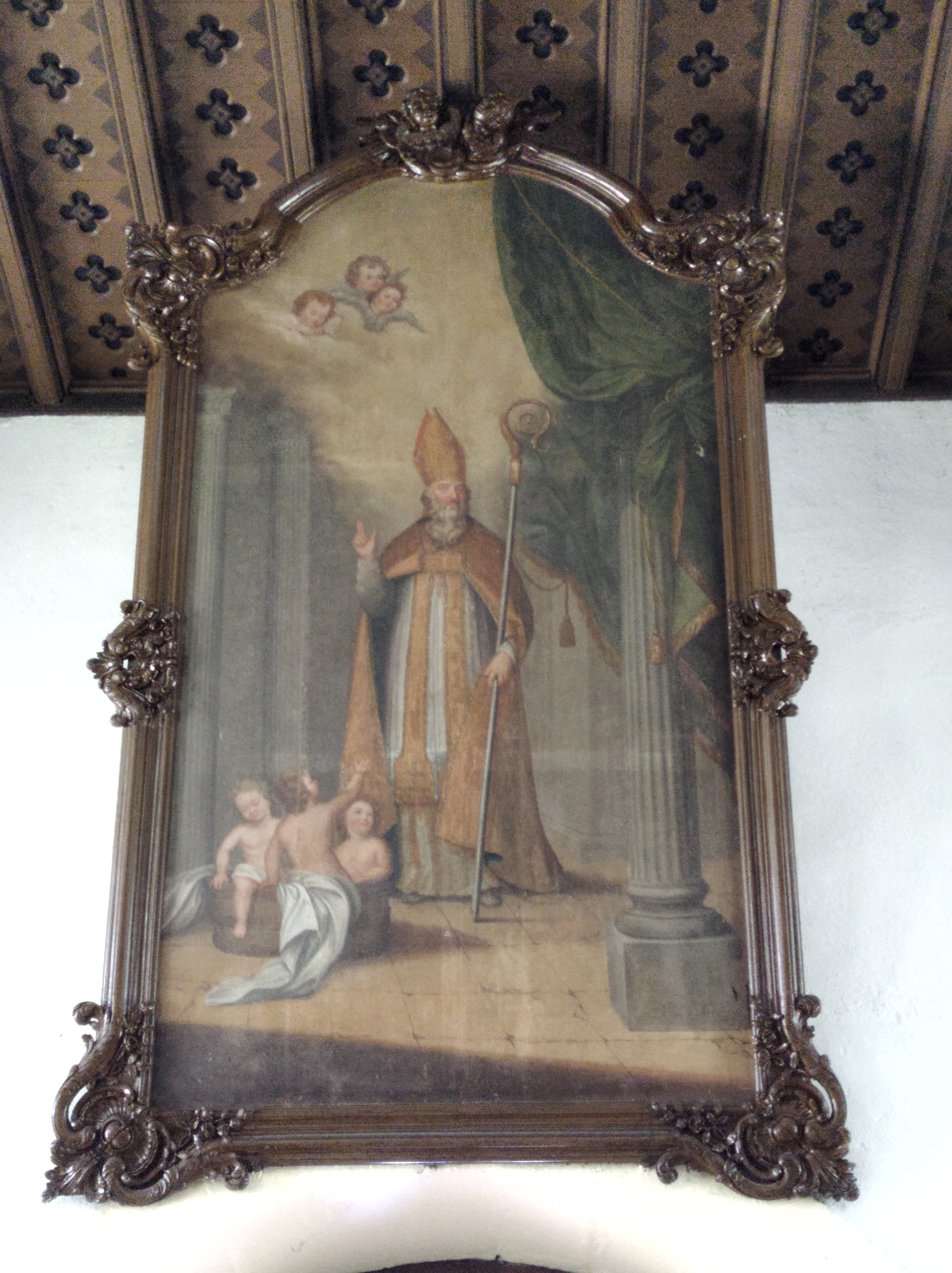
Tableau Saint Nicolas.